# معركة مضيق أطرانط (1940)
معركة مضيق أطرانط هي مناوشة بحرية طفيفة، ليلة 11-12 نوفمبر 1940 ، أثناء حملة البحر الأبيض المتوسط في الحرب العالمية الثانية . وقعت في مضيق أطرانط في البحر الأدرياتيكي ، بين إيطاليا والمملكة المتحدة ، في نفس الوقت الذي وقعت فيه معركة تارانتو .
في مساء يوم 11 نوفمبر / تشرين الثاني، انفصلت الطرادات والمدمرات البريطانية عن الأسطول الرئيسي المتجه إلى خليج تارانتو من أجل معركة تارانتو وتوجهت إلى مضيق أطرانط لاعتراض حركة المرور. إلى ألبانيا . تألف السرب الإنجليزي من طرادات البحرية الملكية الأسترالية الخفيفة أوريون و طراد إم ايه إس سيدني مع مرافقة مدمرات آخرى .
القافلة الايطالية تتألف من البواخر البخارية تحت قيادة الملازم أول جيوفاني باربيني والطراد المساعد تحت قيادة القائد فرانشيسكو دي أنجيليس.

## القتال
اعترضت السفن البريطانية، بعد عبورها المضيق ودخول البحر الأدرياتيكي ، قافلة متجهة إلى فلوره ، في خليج فالونا .

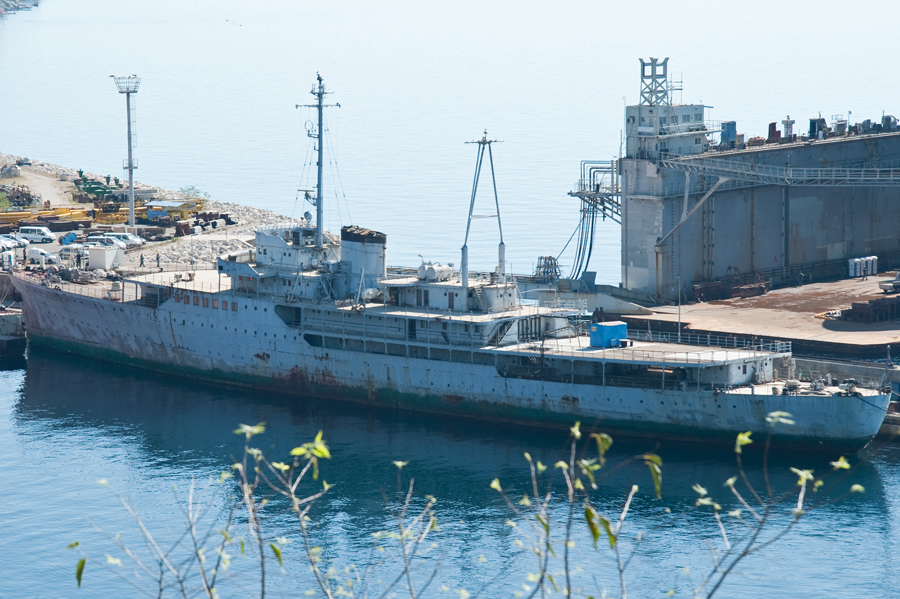
ذاكرة الوصول RAM III

بعد تحديد موقع القافلة الإيطالية، فتحت HMS Mohawk النار صباحًا وأصبح الإجراء عامًا. هاجمت إم ايه إس سيدني سفينة الشحن الرئيسية من مسافة 11 كم، مما أدى إلى اشتعال النيران فيها. خلال الدقائق، غرقت السفن التجارية الثلاث الأخرى أو تعرضت للتلف وتركت مشتعلة، على الرغم من الدفاع البطولي الذي قدمه زورق الطوربيد المتضرر بشدة نيكولا فابريزي ، بينما الطراد RAMB III ، بعد تبادل مدفعي أولي، التي أطلق خلالها 19 قذيفة دفاعية، واختفى تاركًا القوارب لمصيرها، وتمكن من قطع الاتصال والفرار في ميناء باري .
وقتل في الاشتباك 36 بحارًا إيطاليًا وأصيب 42 آخرون. لم يتعرض الحلفاء لأضرار أو إصابات، على الرغم من أن طربيد أخطأ بفارق ضئيل مؤخرة سيدني في صباحًا.